# Goudy (police de caractères)
Goudy est une police de caractères de la famille des garaldes créée par Frederic Goudy pour American Type Founders en 1915.